# Daniel Stamm

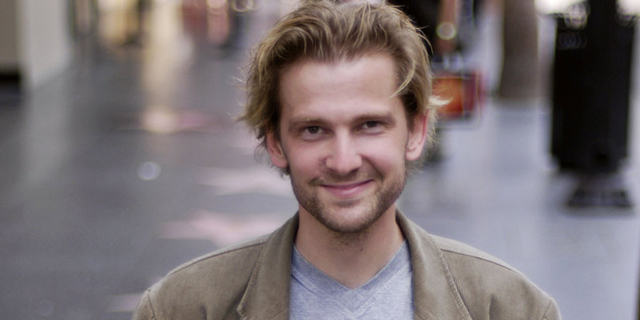
Daniel Stamm

Daniel Stamm (* 20. April 1976 in Hamburg) ist ein deutscher Filmregisseur und Drehbuchautor.

## Leben
Stamm wuchs in Hamburg-Langenhorn auf und besuchte dort das Gymnasium Heidberg. Später studierte er vier Jahre lang Drehbuch an der Filmakademie Baden-Württemberg in Ludwigsburg. Anschließend studierte er noch zweieinhalb Jahre Regie am American Film Institute (AFI) in Los Angeles. Nach Abschluss des Studiums drehte er die Pseudo-Dokumentation A Necessary Death, mit der er den Publikumspreis beim AFI Fest 2008 gewann. Daniel Stamm wurde daraufhin angefragt, einen Horrorfilm im Doku-Stil zu drehen. Stamm sagte zu und drehte Der letzte Exorzismus. Der unter anderem von Eli Roth produzierte Film hatte seine Premiere im Juni 2010 auf dem Los Angeles Film Festival und kam am 30. September 2010 in die deutschen Kinos.

## Filmografie

### Als Regisseur
- 2004: Off Hollywood & Vine (Kurzfilm)
- 2008: A Necessary Death
- 2010: Der letzte Exorzismus (The Last Exorcism)
- 2014: 13 Sins
- 2014: Intruders – Die Eindringlinge (Intruders, Fernsehserie, 4 Folgen)
- 2022: The Devil’s Light (Prey for the Devil)

### Als Drehbuchautor
- 2000: Vergessene Ritter (Kurzfilm)
- 2008: A Necessary Death